# Emil Milew
Emil Milew (bulgarisch Емил Милев; * 2. Mai 1968 in Sofia) ist ein US-amerikanisch-bulgarischer Sportschütze.

## Erfolge
Emil Milew nahm sechsmal an Olympischen Spielen mit der Schnellfeuerpistole teil. 1992 erreichte er in Barcelona den 20. Platz. Vier Jahre darauf zog er in Atlanta mit 590 Punkten ins Finale ein, in dem er weitere 102,1 Punkte erzielte und mit insgesamt 692,1 Punkten hinter Ralf Schumann und vor Wladimir Wochmjanin die Silbermedaille gewann. Auch bei den Olympischen Spielen 2000 in Sydney erreichte er das Finale. Milew blieb mit 684,5 Punkten lediglich 0,1 Punkte hinter dem Drittplatzierten Iulian Raicea und verpasste damit einen erneuten Medaillengewinn. 2004 wurde er in Athen Neunter. Nach den Spielen emigrierte er in die Vereinigten Staaten. 2009 erhielt er die US-amerikanische Staatsbürgerschaft und trat fortan auch international für die Staaten an.
1994 wurde Milew in Mailand Vizeweltmeister im Einzel, mit der US-amerikanischen Mannschaft sicherte er sich 2010 in München Bronze. Bei Panamerikanischen Spielen gewann er 2011 in Guadalajara die Goldmedaille.
Milew ist verheiratet und hat zwei Kinder. Er arbeitet als Sportlehrer in Tampa.